# 2001 في سنغافورة
فيما يلي قوائم الأحداث التي وقعت خلال عام 2001 في سنغافورة.

## سياسة

### تعيين في المنصب
- 1 يناير – حليمة يعقوب عضو مجلس الشعب السنغافوري ‏.
- 10 نوفمبر – لي هسين لونغ وزير المالية [الإنجليزية]‏.

## رياضة
- 1 يناير – دوري سنغافورة للمحترفين 2001 الفائز نادي غيلانغ إنترناشونال.

## وفيات

### أبريل
- 12 أبريل – إدموند دبليو. باركر (مواليد 1920) سياسي سنغافوري.